# Rymanów
Rymanów este un oraș în Polonia.

## Istorie
Orașul a fost înființat de Władysław Opolczyk, duce de Silezia și reprezentant local al regelui Ludovic I al Ungariei. Localitatea a fost inițial numită Ladisslavia, după numele fondatorului și a fost locuită de coloniștii din centrul Germaniei.
În timpul domniei lui Vladislav I, orașul a primit numele actual Rymanów, după numele primului primar,  Nicolao Reymann.
În secolul al XIX-lea, după Împărțirea Poloniei, orașul a fost anexat Austriei și a făcut parte din Galiția. După izbucnirea Primului Război Mondial, Rymanów a făcut parte din Imperiul Rus, fiind grav jefuit. În anul 1915 a fost recucerit de Imperiul Austro-Ungar și a început să fie reconstruit. După câștigarea independenței Poloniei în 1918, întreaga localitate a fost reconstruită, dar în urma celui de-al Doilea Război Mondial, bombardamentul german au provocat mari pagube. După înfrângerea polonezilor, o tabără pentru prizonieri a fost înființată în localitate, peste 10.000 de sovietici fiind uciși aici de către germani. 

## Galerie

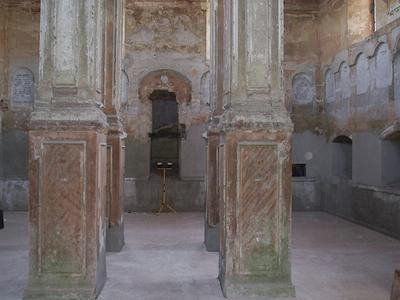
Interiorul sinagogii din Rymanów
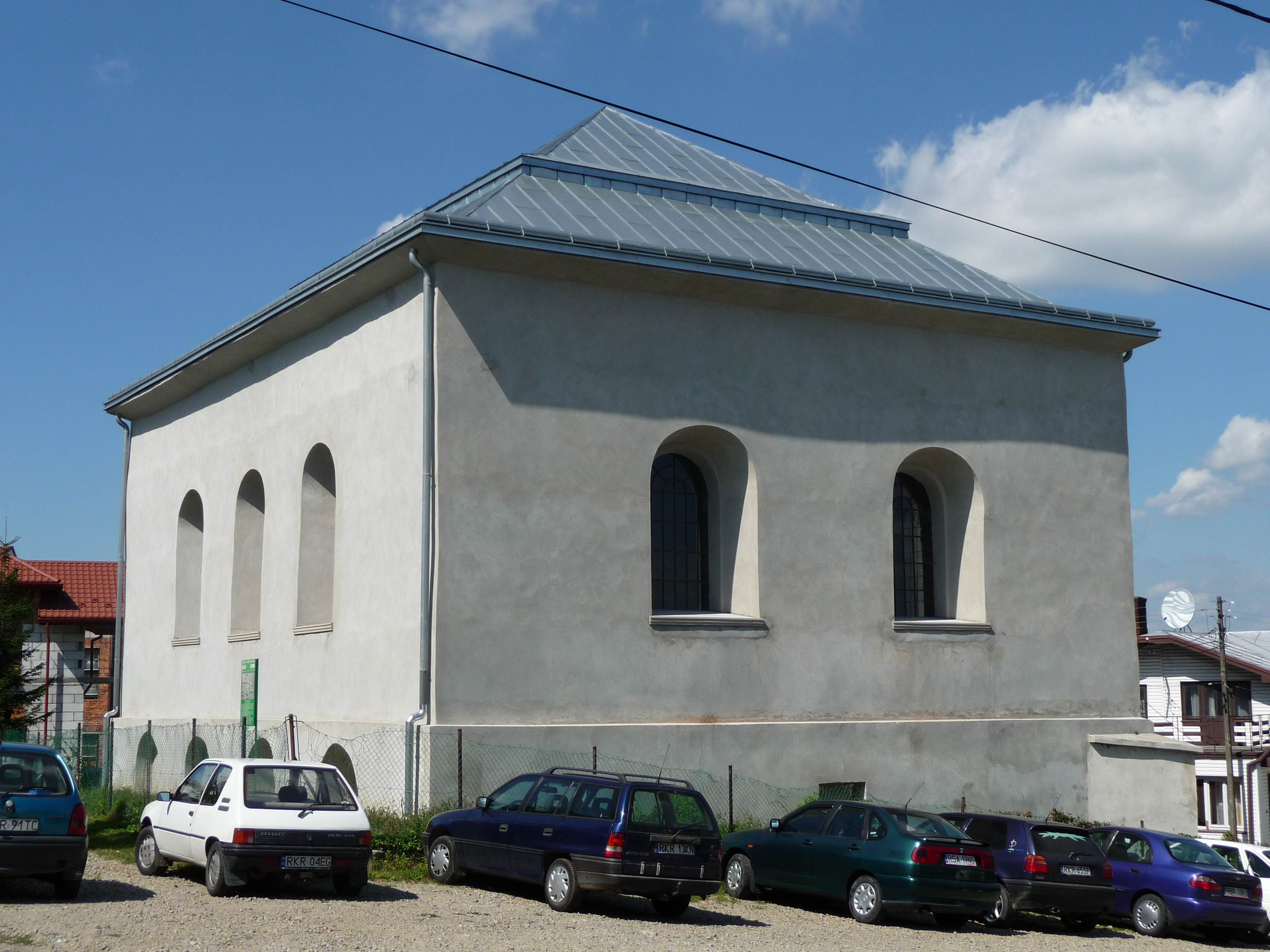
Sinagoga după restaurare
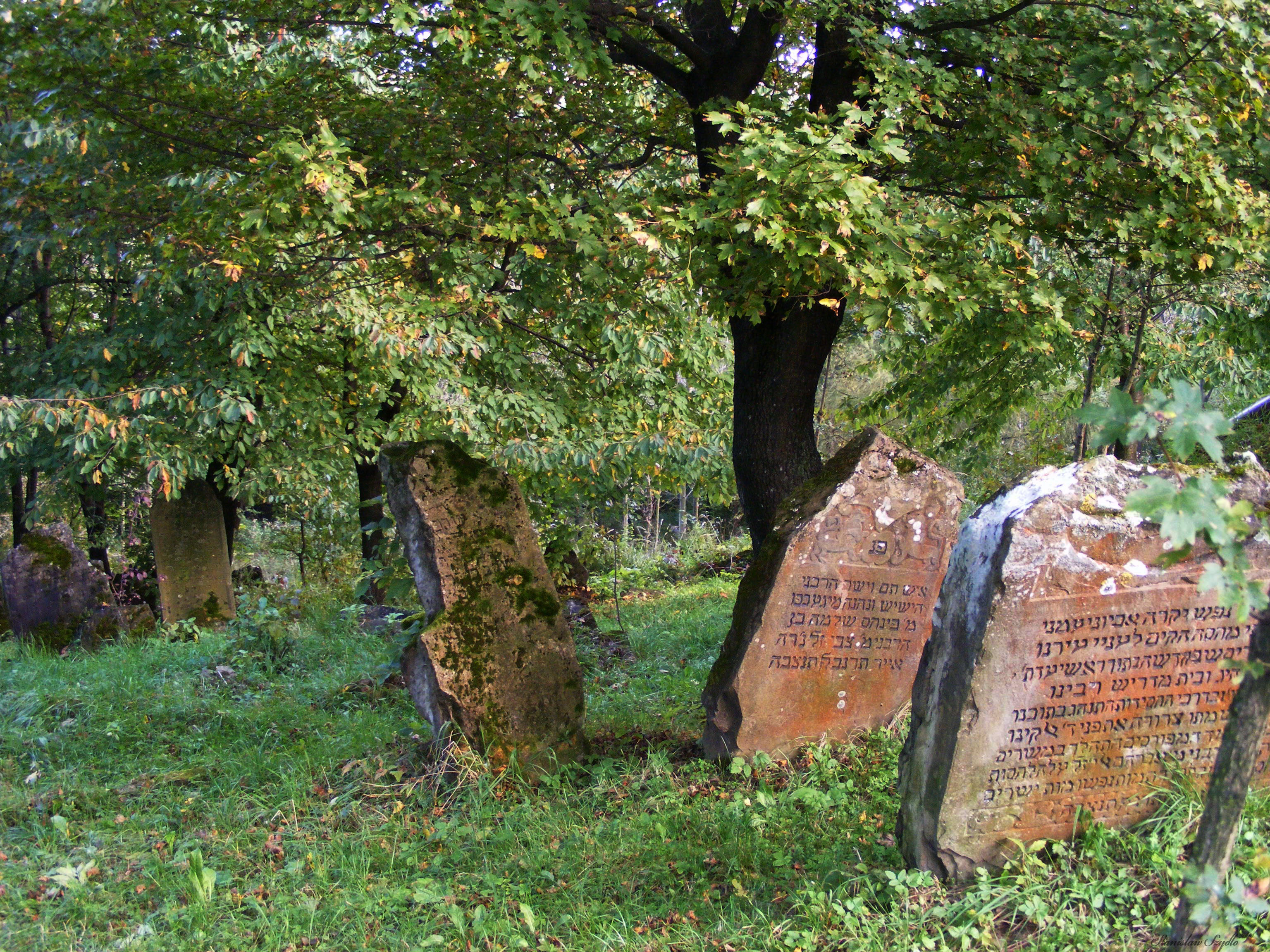
Cimitirul evreiesc din Rymanów

## Personalități
- Józef Kanty Ossoliński
- Isidor Isaac Rabi
- Menachem Mendel of Rimanov
- Israel Schorr